# Pancerniki obrony wybrzeża typu Monarch
Pancerniki obrony wybrzeża typu Monarch – typ trzech pancerników obrony wybrzeża, zbudowanych przez Austro-Węgry pod koniec XIX wieku. Należały do niego trzy okręty: SMS „Monarch”, SMS „Wien” i SMS „Budapest”. Ich uzbrojenie główne stanowiły cztery działa kal. 240 mm L/40, a prędkość maksymalna wynosiła 15,5 węzła. „Budapest” posiadał nowszą i nieco mocniejszą siłownię, pozwalającą mu osiągać prędkość maksymalną 17,5 węzła.
„Monarch” został zwodowany 9 maja 1895 r., „Wien” 7 lipca 1895 r., a „Budapest” ponad rok później, 24 lipca 1896 r. Okręty odegrały mało znaczącą rolę w I wojnie światowej, służąc w V Dywizjonie Marynarki Austro-Węgier. „Budapest” i „Wien” wzięły udział w ostrzale włoskich pozycji wzdłuż Adriatyku w 1915 i 1917 r., ale przez resztę wojny okręty były głównie nieaktywne.
W 1917 r. „Wien” został trafiony przez włoskie torpedy i zatopiony w swoim porcie macierzystym w Trieście. Pozostałe dwa okręty zostały przekazane Wielkiej Brytanii i złomowane pomiędzy 1920 a 1922 r.

## Budowa

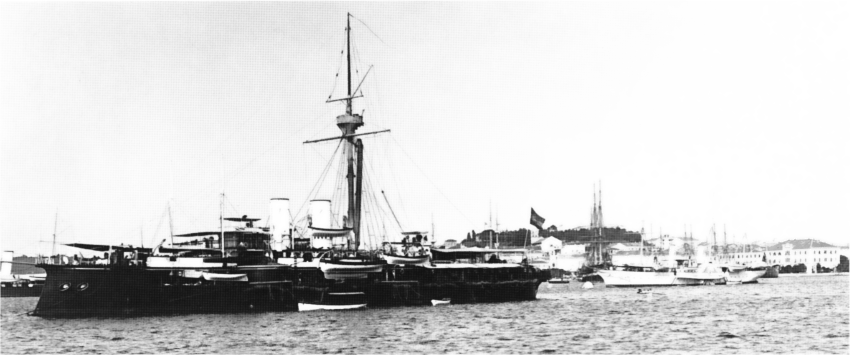
SMS „Kronprinz Erzherzog Rudolf” w 1900 r.

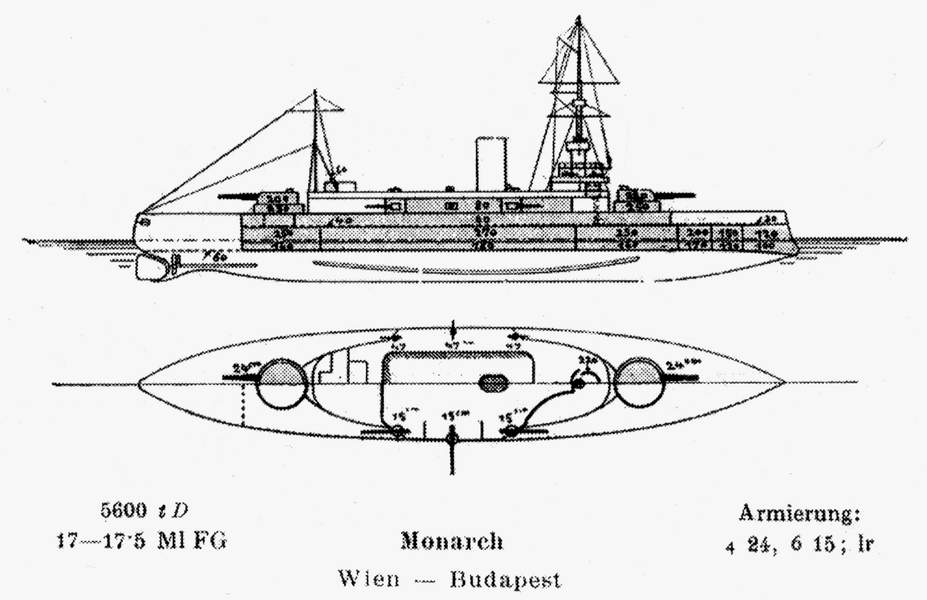
Rzut z lewej burty i plan pokładu pancernika obrony wybrzeża typu Monarch

W latach 90. XIX wieku Marynarka Austro-Węgier posiadała dwa stare okręty pancerne, SMS „Kronprinz Erzherzog Rudolf” i SMS „Kronprinzessin Erzherzogin Stephanie”. W 1893 r. znalazły się środki wystarczające na budowę trzech okrętów mających zastąpić przestarzałe jednostki, jednak parlamenty węgierski i austriacki zezwoliły jedynie na budowę mniejszych okrętów obrony wybrzeża , jako że polityka austro-węgierskiej marynarki była wtedy głównie skoncentrowana na takich właśnie zadaniach. Trzy nowe okręty, „Budapest”, „Wien” i „Monarch”, miały wyporność ok. 5600 ton, połowę tego, co pancerniki marynarek innych krajów. Ze względu na niską burtę i niewielkie zanurzenie powierzchownie przypominały nieco ówczesne monitory, jednak odróżniała je od nich wysoka nadbudówka pomiędzy wieżami uzbrojenia głównego.
Okręty te były pierwszymi konstrukcjami nowego dyrektora budownictwa okrętowego Austro-Węgier Siegfrieda Poppera, odpowiedzialnego także za późniejsze austro-węgierskie przeddrednoty. „Budapest” został wyposażony w mocniejszą siłownię, niż jego bliźniacze okręty, pozwalając mu osiągać większą prędkość maksymalną. „Budapest” i „Wien” zostały zbudowane w dokach Stabilimento Tecnico Triestino w Trieście, a „Monarch” w Arsenale Morskim (Marinearsenal) w Poli .
Położenie stępki pod pierwszy z okrętów nowego typu, „Wien”, odbyło się 16 lutego 1893 r. Okręt ten został zwodowany 7 lipca 1895 r., około miesiąca po „Monarchu”. Mimo to, „Wien” został wprowadzony do służby jako pierwszy, 13 maja 1897 r. Stępka pod drugi okręt tego typu, SMS „Monarch”, została położona 31 lipca 1893 r. Został on zwodowany 9 maja 1895 r. i wprowadzony do służby 11 maja 1898 r. „Budapest” był trzecim i ostatnim okrętem typu Monarch. Stępka pod niego została położona tego samego dnia co pod „Wien”, 16 lutego 1893 r., i został on zwodowany w Arsenale Morskim w Puli 24 lipca 1896 r. Wszedł do służby 12 maja 1898 r., dzień po „Monarchu” . Koszt budowy każdej z trzech jednostek wynosił około 3,5 miliona guldenów.

## Opis techniczny

### Uzbrojenie i opancerzenie
Wyporność okrętów typu Monarch wynosiła 5878 ton. Ich uzbrojenie główne składało się z czterech dział kal. 240 mm o długości lufy 40 kalibrów (L/40), po dwa w dwóch wieżach artyleryjskich, umieszczonych w osi symetrii kadłuba na nadbudówce na dziobie i rufie. Działa były produkcji niemieckiego Kruppa (model C94) i strzelały pociskami o masie 215 kg. Wybór kalibru 240 mm, mniejszego od stosowanych na świecie, był wynikiem kompromisu pomiędzy chęcią zapewnienia dużej mocy bojowej okrętów, a ograniczeniami ich wielkości. Nowoczesne działa tego kalibru zapewniały dużą szybkostrzelność do 2 strzałów na minutę, przy przebijalności pancerza podobnej do starych dział 305 mm, a wybór większych dział wiązałby się ze zmniejszeniem liczby luf. Sektor ostrzału w poziomie dla każdej z wież wynosił 260 stopni, kąt podniesienia luf – od -4° (inne dane -5°) do +25°. Wieże miały napędy elektrohydrauliczne. Zapas amunicji wynosił 80 pocisków na działo.
Artylerię średniego kalibru stanowiło sześć dział szybkostrzelnych 150 mm (faktycznie 149,1 mm) model 1900, o długości lufy L/40, produkcji czeskich zakładów Škoda (znajdujących się na terytorium Austro-Węgier). Masa pocisku wynosiła 45 kg, szybkostrzelność do 10 strz./min, donośność do 10 km. Działa te umieszczone były w kazamatach w nadbudówce, po trzy na burtę, symetrycznie na jej długości.
Uzbrojenie pomocnicze stanowiło 10 dział kal. 47 mm L/44, czterech dział kal. 47 mm L/33, jednego karabinu maszynowego kal. 8 mm oraz dwóch stałych wyrzutni torped kal. 450 mm  .
Okręty typu „Monarch” zostały opancerzone za pomocą stali Harveya. Pancerz burt miał grubość 270 mm, natomiast wież artylerii głównej 203 mm. Wieża dowodzenia chroniona była przez 220-milimetrowy pancerz, a pancerz pokładu miał 40 mm lub 60 mm  grubości. Cytadela i kazamaty miały 76-milimetrowy pancerz  .

### Napęd i załoga
Okręty typu „Monarch” zazwyczaj zabierały 300 t węgla, lecz jego maksymalna ilość mogła wynosić 500 ton. „Budapest” był wyposażony w wodnorurkowe kotły parowe Belleville bez ekonomizerów, o mocy 9180 KM (6846 kW). „Wien” i „Monarch” posiadały opalane węglem cylindryczne kotły parowe oraz odwróconą pionową maszynę parową potrójnego rozprężania o mocy 8500 KM (6338 kW). „Wien” i „Monarch” osiągały prędkość maksymalną 15,5 węzła (28,7 km/h) w porównaniu do 17,5 węzłów (32,4 km/h), które osiągał „Budapest”. Każdy okręt miał 423-osobową załogę, składającą się z 26 oficerów i 397 marynarzy  .

## Służba

### Czas pokoju
Po wejściu do austro-węgierskiej służby, trzy nowe okręty były używane do różnych celów. Wszystkie trzy okręty wzięły udział w rejsie po Adriatyku i Morzu Egejskim w 1899 r., aby pokazać austro-węgierską flagę na obcych wodach . Z okrętów typu Monarch utworzono I Dywizjon Okrętów. SMS „Wien” wziął udział w Diamentowym Jubileuszu koronacji królowej Wiktorii w 1897 r., jak również w międzynarodowej blokadzie Krety podczas wojny grecko-tureckiej . Jednakże niecałe pięć lat po ukończeniu okrętów, typ Monarch stał się przestarzały z powodu nowo wprowadzonego typu pancerników – Habsburg . Niedawno ukończony SMS „Habsburg” odbył rejs treningowy z trzema okrętami typu Monarch w styczniu 1903 r., a w następnym roku do okrętów dołączył SMS „Árpád”. Podczas manewrów w 1904 r., trzy pancerniki typu „Habsburg” wciągnęły okręty typu „Monarch” w symulowaną potyczkę. W manewrach tych po raz pierwszy uczestniczyły dwie jednolite eskadry, składające się z pancerników takiego samego typu, służących w Austro-Węgierskiej Marynarce Wojennej. Nowe okręty typu „Habsburg” zajęły miejsce w I Dywizjonie, podczas gdy z pancerników typu Monarch utworzono II Dywizjon. Z powodu budowy kolejnych typów przeddrednotów, jak Erzherzog Karl, a później Radetzky, okręty typu Monarch były stopniowo degradowane, ostatecznie kończąc w V Dywizjonie. W momencie wybuchu I wojny światowej pancerniki służyły jako okręty obrony wybrzeża .

### I wojna światowa

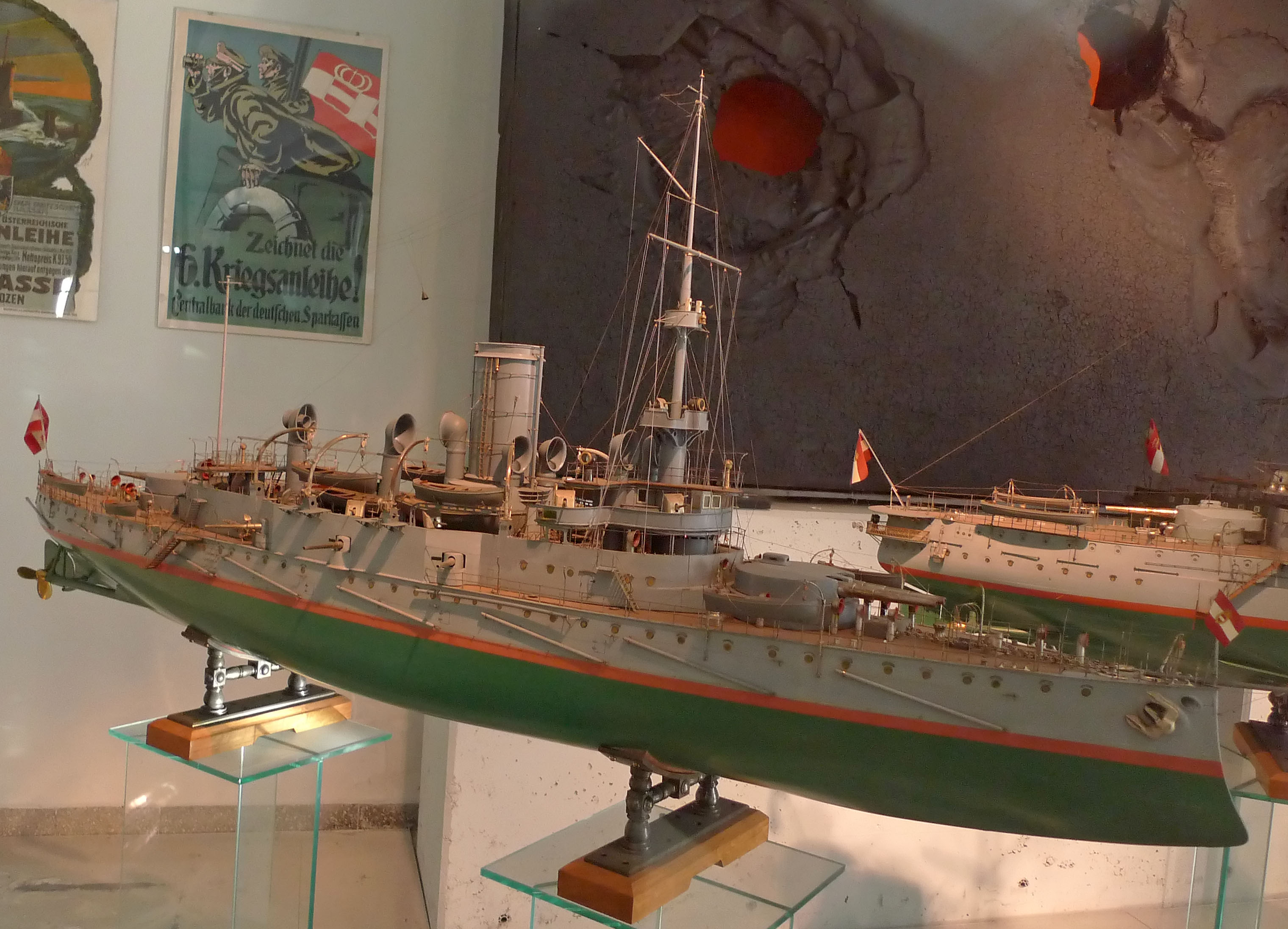
Model pancernika obrony wybrzeża „Budapest” w skali 1:50

W momencie wybuchu I wojny światowej, w lipcu 1914 r., trzy okręty typu Monarch służyły w V Dywizjonie Okrętów, jako okręty obrony wybrzeża. Służyły również jako okręty treningowe i były używane do ostrzału pozycji nadmorskich na początku wojny  . W sierpniu 1914 roku, „Budapest” został przeniesiony z Puli do Kotoru w celu ostrzału gór Lovćen . 9 sierpnia 1914 r. „Monarch” ostrzelał francuską stację radiową w Budvie. Ostrzelał również czarnogórską stację radiową w Barze 17 sierpnia oraz kolejną stację radiową i koszary w punkcie Volovica 19 sierpnia. Po tych operacjach „Monarch” służył jako okręt obrony portu . 28 i 29 grudnia 1915 r. „Budapest” eskortował krążowniki i niszczyciele Austro-Węgierskiej Marynarki podczas ich rajdu na Durazzo, lecz okręty zawróciły do portu bez otwarcia ognia do nieprzyjaciela. 9 stycznia 1916 roku „Budapest” ponownie ostrzelał fortyfikacje w pasmie Lovćen i pomógł zdobyć jedną z obsadzonych przez wroga gór . Pod koniec 1917 r. „Budapest” i „Wien” zostały wysłane do Triestu, gdzie wzięły udział w ostrzale włoskich wojsk w Zatoce Triesteńskiej. 10 grudnia 1917 r. dwa włoskie kutry torpedowe zdołały niezauważone wejść do portu w Trieście i wystrzeliły torpedy w stronę „Budapestu” i „Wiena”  . Torpeda wystrzelona w stronę tego pierwszego okrętu chybiła, ale „Wien” otrzymał dwa trafienia i zatonął w ciągu niecałych pięciu minut, w płytkich wodach portu w Trieście. W wyniku ataku zginęło 46 marynarzy służących na okręcie. Następnie „Budapest” otrzymał zadanie, które „Monarch” wykonywał przez ponad trzy lata i został przekształcony w pływające koszary dla załóg niemieckich U-Bootów . W czerwcu 1918 r. „Budapest” został wyremontowany i zainstalowano na jego dziobie haubicę kal. 380 mm L/17 do ostrzału wybrzeża, lecz z powodu braku amunicji haubica została zdemontowana, zanim kiedykolwiek jej użyto . Pod koniec 1918 r. oba zachowane okręty SMS „Budapest” i SMS „Monarch” przekazano Wielkiej Brytanii w ramach reparacji wojennych. W 1920 r. oba okręty sprzedano na złom do Włoch i złomowano pomiędzy 1920 a 1922 r .